# Flora und Vegetation Neuseelands

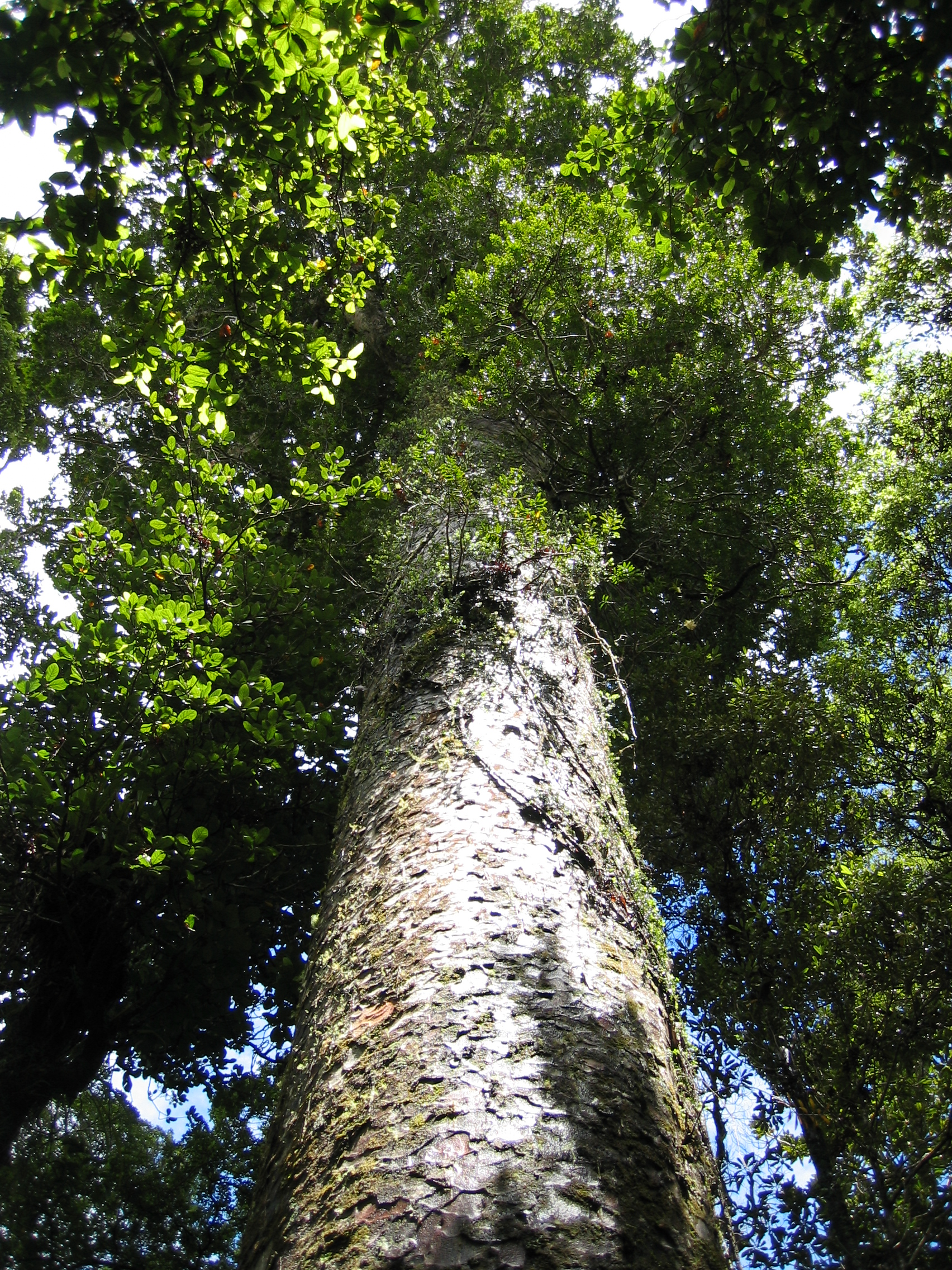
Neuseeländischer Kauri-Baum (Agathis australis)

Die Flora und Vegetation Neuseelands konnte sich aufgrund der isolierten Lage Neuseelands und der Ausdehnung der Inseln über 14 Breitengrade als eine in ihrer Diversität einzigartige Flora entwickeln.

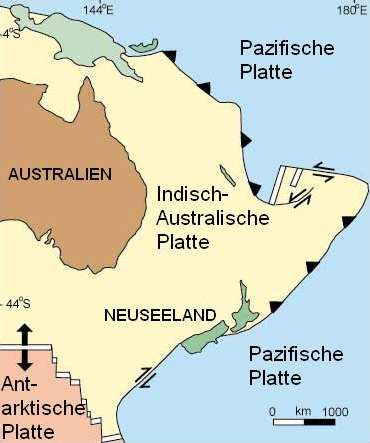
Tektonische Karte Neuseelands

## Geographische Voraussetzungen
Bis vor etwa 200 Millionen Jahren gehörte Neuseeland – wie die meisten heutigen Landmassen der Südhalbkugel – zum Urkontinent Gondwana. Der genaue Zeitpunkt steht nicht fest, aber spätestens vor 85 Millionen Jahren, also in der oberen Kreidezeit, trennte sich Zealandia und damit das heutige Neuseeland von der Landmasse, die jetzt Antarktika bildet, bevor sich auch das heutige Australien von diesem Urkontinent loslöste. Seitdem konnte sich somit in Neuseeland eine von allen anderen Landflächen unabhängige Flora und Fauna entwickeln.
Während des Oligozäns reduzierte sich die Landfläche auf kleine, kaum aus dem Meer herausragende Inseln. Bis heute findet sich dort Vulkanismus.

## Artenvielfalt
Ungefähr 85 % der etwa 2300 in Neuseeland einheimischen Pflanzenarten gelten als endemisch, kommen also nur dort vor. Trotzdem gibt es keine endemische Pflanzen-Familie in Neuseeland, jedoch 35 endemische Gattungen. Bis auf die Gattung Raoulia mit 35 Arten und die Gattung Hoheria mit 5 Arten, umfassen die restlichen endemischen Gattungen nur etwa ein bis drei Arten.
Des Weiteren lassen sich floristische Zentren mit hohen Anteilen an lokalen Endemiten auf den beiden Hauptinseln ausmachen: der nördliche Teil der Nordinsel mit ca. 125 endemischen Pflanzenarten sowie der nördliche und der südliche Teil der Südinsel mit ca. 190 bzw. 120 lokalen Endemiten. Dies lässt sich mit dem höheren geologischen Alter dieser Regionen erklären. Die dazwischen liegenden Lücken lagen während des Pliozäns und bis zum jüngeren Pleistozän unterhalb des Meeresspiegels oder waren durch Gebirgszüge voneinander getrennt.
Ein entscheidender Einschnitt in die Flora der Inseln war die Besiedlung durch den Menschen. Obwohl sie erst vor etwa 1000 Jahren begann, hat sich seitdem die Vegetation grundlegend verändert und es gibt in etwa ebenso viele eingeschleppte wie einheimische Pflanzenarten.

## Florenbeziehungen
Die subtropischen Koniferen-Regenwälder im Norden mit vielen Epiphyten erinnern ein wenig an die Wälder auf Neuguinea, ca. 4000 Kilometer nordwestlich von Neuseeland, während die Südbuchenwälder in kühleren Regionen mit denen im 9000 Kilometer östlich gelegenen Chile vergleichbar sind. Die Tussock-Graslandschaften der intramontanen Becken und oberhalb der Waldgrenze findet man auch noch in den Hochgebirgen des Landes.

## Ökologische Anpassungen
Neben einem hohen Endemismusgrad und der Vielfalt der Klimazonen weist die neuseeländische Flora einige eigentümliche Kennzeichen auf. So sind nur wenige Arten einjährig, auch Stickstofffixierung ist selten. Die Mehrheit der Arten ist immergrün, auch Zweihäusigkeit ist sehr verbreitet. Ein weiteres häufiges Merkmal ist eine sogenannte „filiramulate“ Wuchsform, bei der Sträucher sehr kleinblättrig sind, sich aber vielfach und dicht verzweigen. Nur wenige Baumarten sind kälteresistent. Vogelausbreitung ist ein sehr häufiges Merkmal, Anpassungen an Beweidung oder an Feuer fehlen. Blüten sind meist unscheinbar, weiß und klein.

## Vegetation
Neuseeland weist eine hohe Zahl an unterschiedlichen Vegetationszonen auf. Die klimatischen Bedingungen reichen von subtropisch im Norden bis kühl-gemäßigt-alpin im Süden, dementsprechend unterschiedliche Habitate können angetroffen werden. Diese Vielfalt hat mehrere Gründe. Zum einen sind über 1600 km Nord-Süd-Erstreckung im Vergleich zur relativ kleinen Landfläche extrem lang, Deutschland ist zum Vergleich bei einer Landfläche von 357.000 km² nur etwa 880 km lang. Ein weiterer wichtiger Grund für die Vielzahl an Vegetationszonen sind große Höhenunterschiede in Neuseeland, von Meeresniveau bis zum 3754 Meter hohen Gipfel des Aoraki/Mount Cook. Obwohl zum Beispiel Australien über 28-mal größer als sein „kleiner Nachbar“ ist, ist seine größte Erhebung, der Mount Kosciuszko, nur 2228 Meter hoch. Zu guter Letzt sorgt auch die ungleichmäßige Verteilung der Niederschläge bedingt durch die Lage der Gebirge für eine Vielfalt an Vegetationszonen.
Während fast die gesamte Westküste der Südinsel von dichtem gemäßigten Regenwald bewachsen ist, gehören die Südlichen Alpen zur alpinen Vegetationszone. Die Nähe dieser völlig unterschiedlichen Zonen ist ungewöhnlich. Die bekanntesten Gletscher sind der Franz-Josef-, der Fox- und der Tasman-Gletscher. In den Ebenen wird intensive Landwirtschaft betrieben, während an vielen anderen Orten extensive Weidewirtschaft vorherrscht. Östlich der Zentralebene ist die Landschaft aufgrund des geringen Niederschlags steppenartig geprägt. Die nördlichen Teile der Nordinsel liegen in der subtropischen Vegetationszone und sind an weniger besiedelten Orten großteils mit Lorbeerwald bewachsen.

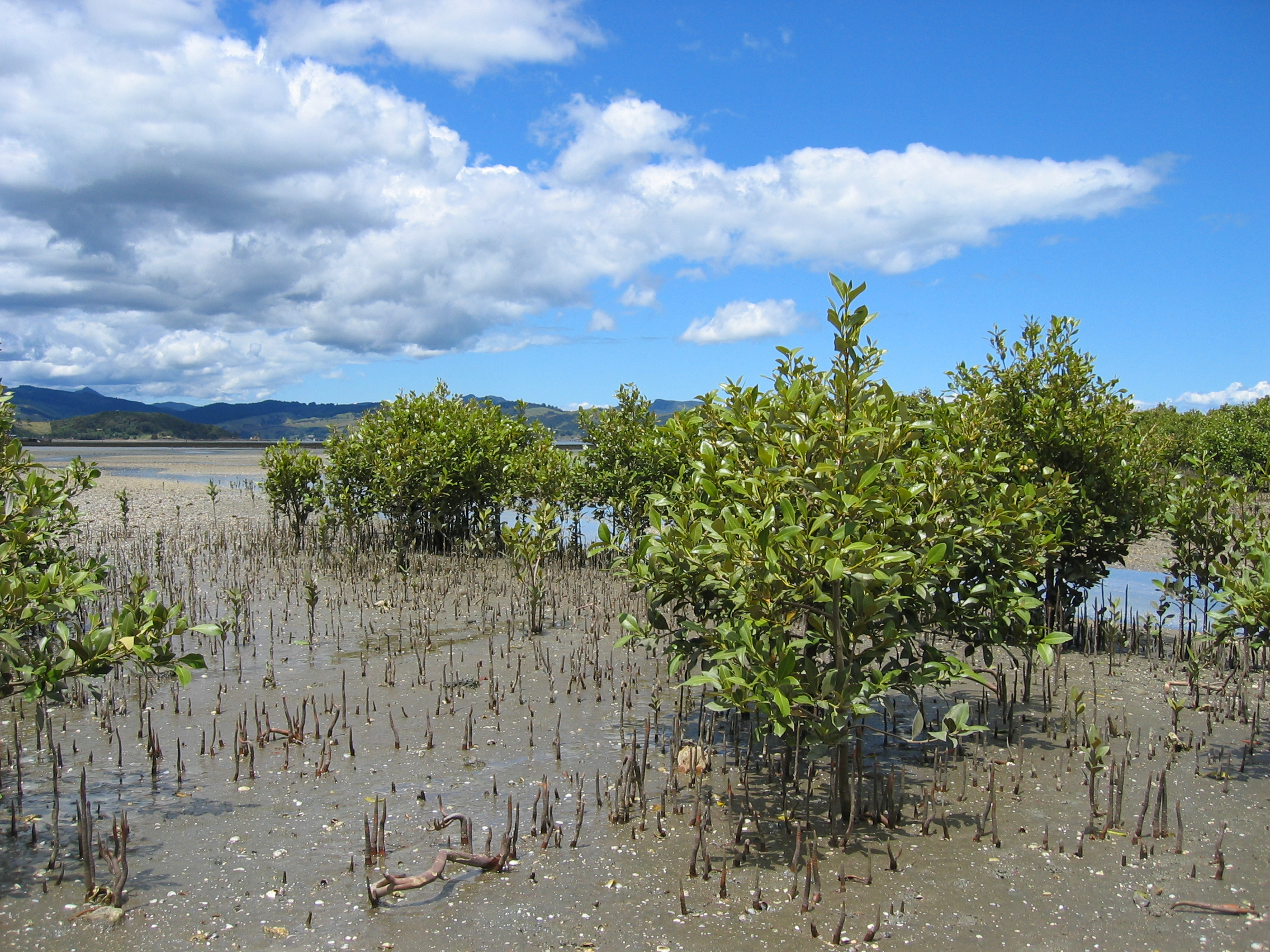
Mangrovenwälder, Mangrovenbäume der Art Avicennia marina var. resinifera.
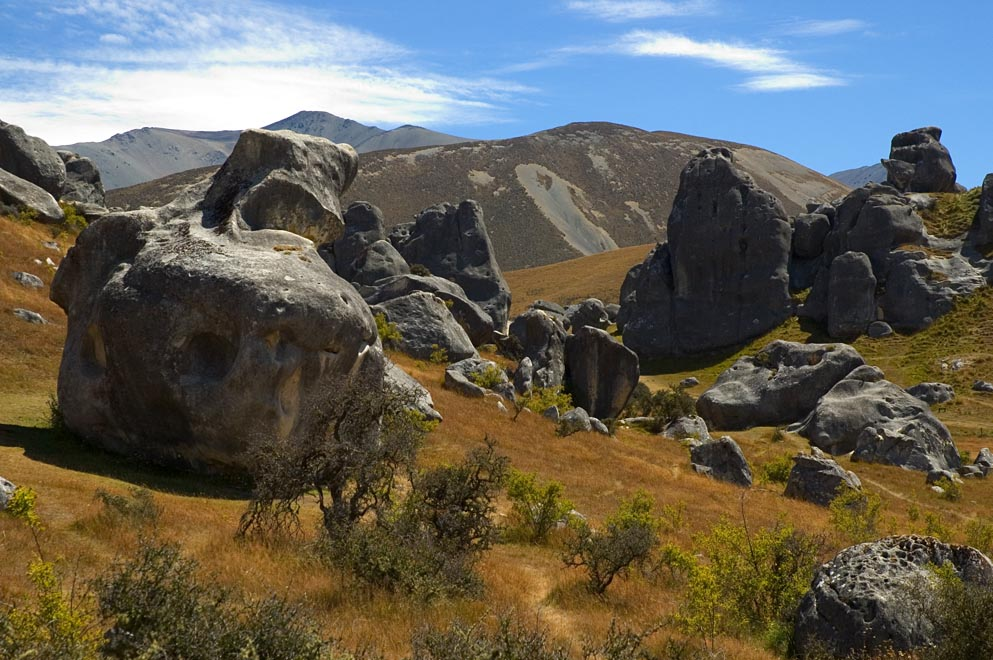
Steppenartige Vegetation: Der Castle Hill, Südinsel
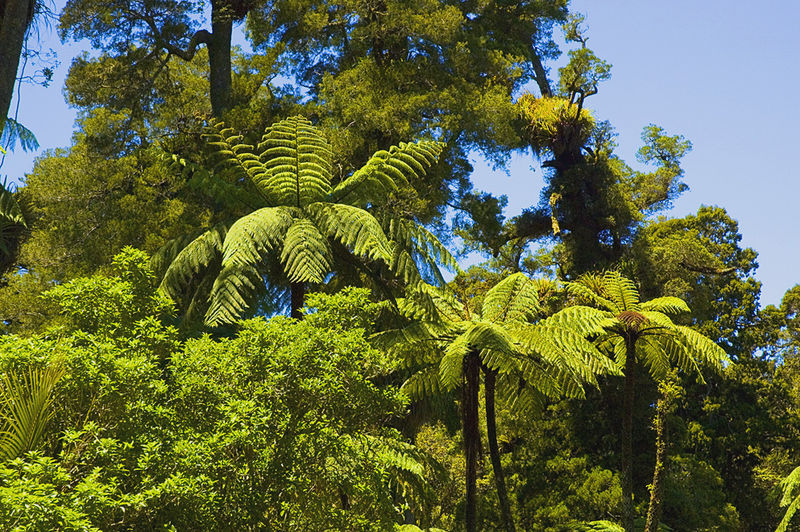
Subtropische Vegetationszone: Die Waitākere Ranges
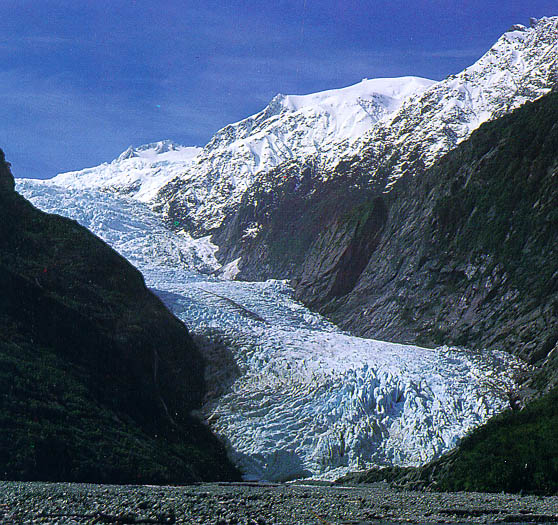
Regenwald trifft auf Gletscher: Der Franz-Josef-Gletscher
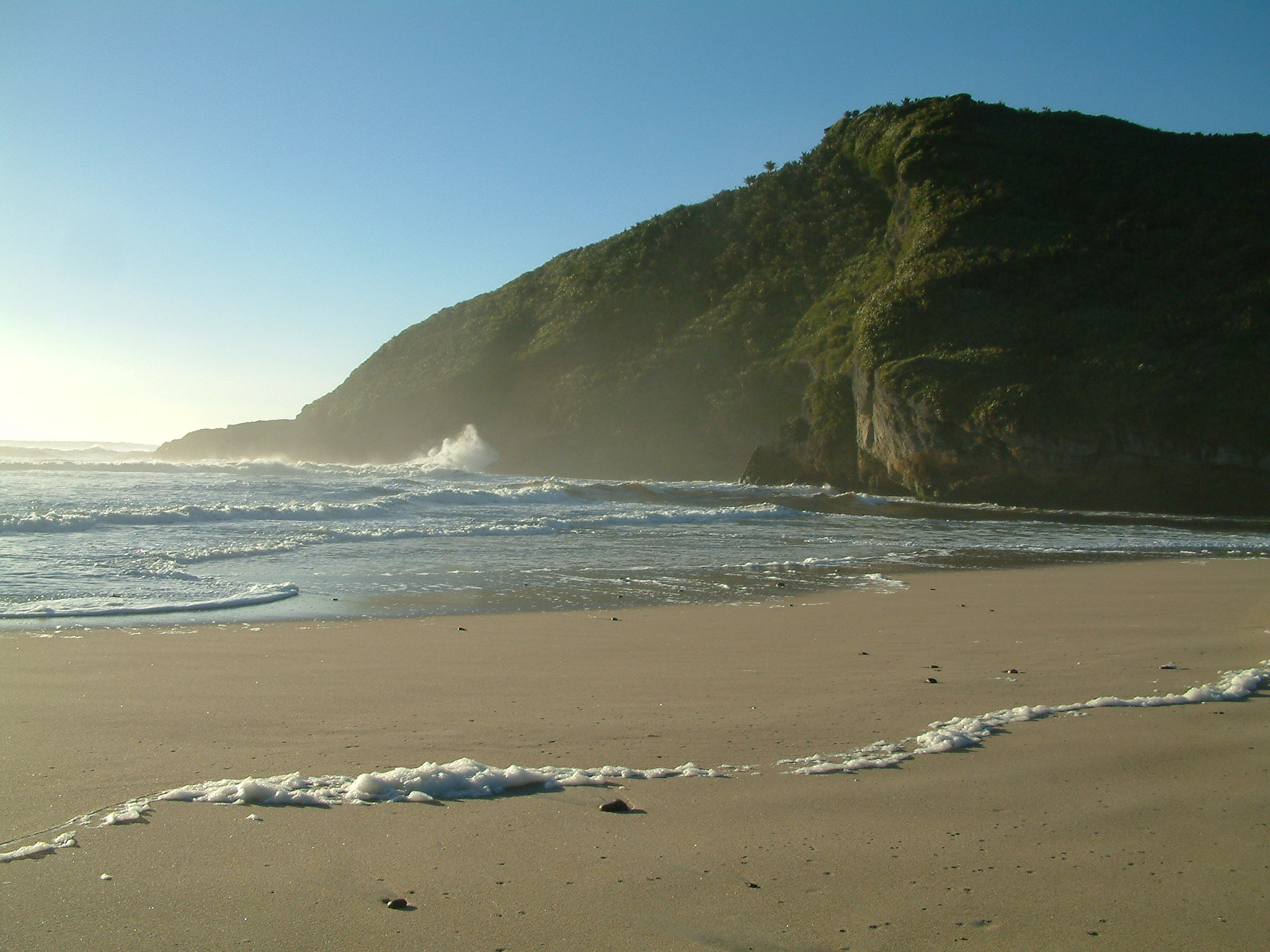
Weitläufige Strände im Kahurangi-Nationalpark